# オリヴィエ・エンチャム
ジュレス・オリヴィエ・エンチャム（フランス語: Jules Olivier Ntcham、1996年2月9日 - ）は、フランス・ロンジュモー出身のサッカー選手。スュペル・リグ・サムスンスポル所属。カメルーン代表。ポジションはMF。

## 経歴

### クラブ
2012年にプロ契約を断りル・アーヴルACの下部組織からマンチェスター・シティ EDSに100万ユーロで移籍。2015年7月に5年契約を締結、セリエAのジェノアCFCに買取オプションつきで2年の期限付き移籍。8月23日にプロ初出場。2016年8月21日にプロ初得点 。
2017年7月12日に移籍金450万ポンド、4年契約でセルティックFCに移籍。8月11日に移籍後初得点を記録した。
2021年2月1日、オリンピック・マルセイユは2020-21年シーズン終了までのレンタル移籍を発表した。しかし、マルセイユ監督であるアンドレ・ビラス・ボアスはエンチャムの獲得は望んでおらず、むしろ獲得にはっきりとノーと言った選手であるにも関わらず、フロント主導での移籍を記者会見で批判し、辞任を表明する事態となった。
2021年9月1日、スウォンジー・シティAFCに移籍した。
2023年8月7日、サムスンスポルに移籍した。

### 代表
フランスでカメルーン人の両親の下に生まれた。年代別代表では一貫してフランス代表として出場していた。
2022年9月、ウズベキスタン代表との親善試合でカメルーン代表としてA代表初出場。

## 代表歴

### 出場大会
- カメルーン代表
  - 2022 FIFAワールドカップ

### 試合数
- 国際Aマッチ 9試合 1得点（2022年-）[18]

| カメルーン代表 | 国際Aマッチ | 国際Aマッチ |
| 年             | 出場        | 得点        |
| -------------- | ----------- | ----------- |
| 2022           | 4           | 0           |
| 2023           | 5           | 1           |
| 2024           |             |             |
| 通算           | 9           | 1           |

## タイトル
セルティック
- スコティッシュ・プレミアシップ: 2017-18, 2018-19, 2019-20
- スコティッシュカップ: 2017-18, 2018-19
- スコティッシュリーグカップ: 2017-18, 2018-19, 2019-20